# کریستیان رود
کریستیان رود (انگلیسی: Christian Ruud؛ زاده ۲۴ اوت ۱۹۷۲) تنیس‌باز سابق اهل نروژ است.